# Cattleya harrisoniana
Cattleya harrisoniana là một loài phong lan. Số nhiễm sắc thể lưỡng bội của C. harrisoniana đã được xác định là 2n = 40. Nhiễm sắc thể đơn bội của C. harrisoniana là n = 20.